# Liar (film)
Liar (라이어?, LaieoLR) è un film del 2004 scritto e diretto da Kim Kyung-hyung.

## Trama
Man-cheol è un tassista dal carattere gentile, cosa che lo rende benvoluto a tutti i suoi colleghi; nel frattempo, due donne  – l'una all'insaputa dell'altra – si innamorano di lui, e Man-cheol cerca di portare avanti entrambe le relazioni senza però ferire i loro sentimenti. Quando l'uomo inavvertitamente finisce per catturare il criminale più pericoloso dell'intero paese, Man-cheol diventa un vero e proprio eroe nazionale: le due donne si ritrovano così faccia a faccia.

## Distribuzione
In Corea del Sud la pellicola è stata distribuita a partire dal 23 aprile 2004 dalla CJ Entertainment.